# Триъгълно число
Триъгълно число е общият брой еднакви елементи, които подредени образуват равностранен триъгълник, като в схемата вдясно. Триъгълното число n е сумата на точките в равностранен триъгълник със страни n точки и е равно на сумата от първите n естествени числа. Числото 0 („нулево триъгълно число“) също се приема за триъгълно число на триъгълник със страна 0. Първите 36 триъгълни числа (последователност A000217 в OEIS) са:
1, 3, 6, 10, 15, 21, 28, 36, 45, 55, 66, 78, 91, 105, 120, 136, 153, 171, 190, 210, 231, 253, 276, 300, 325, 351, 378, 406, 435, 465, 496, 528, 561, 595, 630, 666, …

## Формула
Точната формула за триъгълно число е:
{\displaystyle T_{n}=\sum _{k=1}^{n}k=1+2+3+\dotsb +n={\frac {n(n+1)}{2}}={n+1 \choose 2}},
където {\displaystyle \textstyle {n+1 \choose 2}} е биномен коефициент. Той представлява броят на неповтарящите се двойки, които могат да бъдат избрани от n + 1 елемента.
Първото уравнение може да се илюстрира с помощта на следното доказателство. За всяко триъгълно число {\displaystyle T_{n}} си представете полу-квадратно разположение на елементите, съответстващи на триъгълното число, като на фигурата по-долу. Копирайте тази подредба и я завъртете, създавайки правоъгълник с удвоен брой елементи, с размери {\displaystyle T_{n}}. Триъгълното число е винаги точно половината от броя на елементите в такава фигура, или: {\displaystyle T_{n}={\frac {n(n+1)}{2}}}. Например {\displaystyle T_{4}} се илюстрира по следния начин:
| {\displaystyle 2T_{4}=4(4+1)=20} (зелени плюс жълти) означава, че {\displaystyle T_{4}={\frac {4(4+1)}{2}}=10} (зелени). |

За доказателство се използва и математическата индукция.

## Връзка към други фигурни числа
Триъгълните числа имат широк спектър от връзки с другите фигурни числа.
- Произведението на две последователни естествени числа е правоъгълно число.

{\displaystyle P_{n}={n(n+1)}={n^{2}+n}=T_{n}\times 2}
Така n-тото правоъгълно число е двойно по-голямо от n-тото триъгълно число.
- Сумата от две последователни триъгълни числа е квадратно число. То е равно на квадрата от разликата на двете числа (следователно разликата в двете е корен квадратен от сумата). Алгебрически:

{\displaystyle T_{n}+T_{n-1}=\left({\frac {n^{2}}{2}}+{\frac {n}{2}}\right)+\left({\frac {\left(n-1\right)^{2}}{2}}+{\frac {n-1}{2}}\right)=\left({\frac {n^{2}}{2}}+{\frac {n}{2}}\right)+\left({\frac {n^{2}}{2}}-{\frac {n}{2}}\right)=n^{2}=(T_{n}-T_{n-1})^{2}}
Графично това се представя така:
| 6 + 10 = 16 |  | 10 + 15 = 25 |  |

Има безкрайно количество триъгълни числа, които са едновременно и квадратни числа; например: 1, 36, 1225. Някои от тях могат да бъдат получени с помощта на обикновена рекурсивна формула:
{\displaystyle S_{n+1}=4S_{n}\left(8S_{n}+1\right)} с {\displaystyle S_{1}=1.}
Всички квадратни триъгълни числа се намират от рекурсията:
{\displaystyle S_{n}=34S_{n-1}-S_{n-2}+2} с {\displaystyle S_{0}=0} и {\displaystyle S_{1}=1}
- Сборът на първите n на брой триъгълни числа прави n-тото тетраедрално число, като има само 5 триъгълни числа, които са същевременно и тетраедрални:[4]

1, 10, 120, 1540 и 7140.

## Триъгълни репдиджит числа
Репдиджит е естествено число, състоящо се само от една и съща цифра.
Според последователност A045914 в OEIS има само 7 числа, които са едновременно триъгълни и репдиджит:
0, 1, 3, 6, 55, 66, 666
В случая участват и едноцифрени числа, защото технически те са репдиджит само от една цифра.